# Ananca sinensis
Ananca sinensis är en skalbaggsart som beskrevs av Max Gemminger 1870. Ananca sinensis ingår i släktet Ananca och familjen blombaggar. Inga underarter finns listade i Catalogue of Life.